# 23475 Nakazawa
23475 Nakazawa este o planetă minoră (asteroid) din centura de asteroizi. A fost descoperită pe 13 noiembrie 1990 la Kitami Observatory⁠(d) de Kin Endate și a fost numită după Satoru Nakazawa⁠(d). 
Obiectul prezintă o orbită caracterizată de o semiaxă mare de 2,6698118 UAi, o excentricitate de 0,2, o înclinație de 4,65814 ° în raport cu ecliptica.